# Kytlice
Kytlice (německy Kittlitz) jsou obec, která leží na říčce Kamenici v Ústeckém kraji v okrese Děčín šest kilometrů severně od města Nový Bor. Žije v nich 487 obyvatel.

## Historie
První písemná zmínka o vesnici pochází z roku 1787.
V roce 1900 měla obec 1001 obyvatel, po druhé světové válce však došlo k vysídlení původních německých obyvatel. Kytlice byly v minulosti známy jako sklářská vesnice, dnes jsou převážně ves chatařů a turistů jezdících sem za krajinou Lužických hor a nedaleké Jedlové.

## Obyvatelstvo
|                                                                                   | 1869 | 1880 | 1890 | 1900  | 1910 | 1921 | 1930 | 1950 | 1961 | 1970 | 1980 | 1991 | 2001 | 2011 |
| --------------------------------------------------------------------------------- | ---- | ---- | ---- | ----- | ---- | ---- | ---- | ---- | ---- | ---- | ---- | ---- | ---- | ---- |
| Obyvatelé                                                                         | 890  | 875  | 838  | 1 001 | 947  | 845  | 901  | 223  | 232  | 176  | 170  | 141  | 171  | 218  |
| Domy                                                                              | 116  | 127  | 132  | 151   | 150  | 151  | 157  | 146  | 170  | 51   | 50   | 45   | 126  | 138  |
| Data z roku 1961 zahrnují i domy z místních částí Dolní Falknov, Falknov a Mlýny. |      |      |      |       |      |      |      |      |      |      |      |      |      |      |

## Obecní správa

### Části obce
Obec se skládá z pěti místních částí ležících na třech katastrálních územích:
- Dolní Falknov (německy Nieder Falkenau) – k. ú. Dolní Falknov a Falknov
- Falknov (německy Falkenau) – k. ú. Falknov
- Hillův Mlýn (německy Hillemühl 2. Teil) – k. ú. Falknov
- Kytlice – k. ú. Falknov
- Mlýny (německy Hillemühl 1. Teil) – k. ú. Kytlické Mlýny

### Znak
Znakem obce je úhlopříčně rozdělený štít na dvě části stříbrnou linkou se třemi vlnovkami symbolizující řeku Kamenici. Levá horní část obsahuje sklářskou píšťalu (odkazující na tradici sklářství) zkříženou s ostrví (sukovitý kmen s pahýly) na zlatém (v tisku žlutém) poli. Zlatá barva a ostrev s šesti pahýly poukazuje na erb původních majitelů panství, jimiž byli Berkové z Dubé. Pravá dolní část obsahuje modré pole odkazující na kobaltovou modř, kterou se ve sklářském průmyslu místní skláři proslavili.

## Doprava
Obec má dvě železniční zastávky – Mlýny a Kytlice na trati z Děčína do Rumburka.

## Pamětihodnosti
- Kostel svatého Antonína Paduánského
- Venkovské usedlosti čp. 3, 7, 11, 57 a 63
- Dub u Svobodů – památný strom, roste v obci Kytlice u domu čp. 98[6]

## Osobnosti
- Anton Bernard Gürtler, katolický biskup působící v Itálii v letech 1773–1791
- Franz Xaver Maxmilian Zippe (1791–1863), geolog, mineralog, vysokoškolský pedagog

V obci mělo chalupu několik umělců včetně Miroslava Horníčka, který je zde pochován, nebo Vlastimila Brodského. Chatu zde stále měla například Táňa Fischerová. Na cestě mezi Kytlicemi a Polevskem zemřel při autonehodě herec Tomáš Holý.